# Евердьюпойс
Евердьюпо́йс (англ. avoirdupois, від фр. avoir de pois — «товари, продавані на вагу») — система одиниць вимірювання ваги (маси), в основі якої лежить фунт, що складається з шістнадцяти унцій. Широко використовується в США, а також у Великій Британії, Канаді та Ірландії, хоча останні три країни офіційно перейшли на метричну систему ваг.

## Історія
Слово avoirdupois походить від французького виразу avoir de pois (читається «авуардепуа́»), що дослівно означало «вагові товари» або «товари, продавані на вагу». Спочатку цей термін використовувався для позначення товарів, які при продажу зважувалися на великих безменах або вагах, і лише згодом так стали називати систему одиниць ваги, що використовувалися при продажу цих товарів.
Оригінальна французька система евердьюпойс виглядала наступним чином:
- 1 драхма = 1 / 16 унції або 1 / 256 фунта;
- 1 унція = 16 драхм або 1 / 16 фунта;
- 1 фунт = 16 унцій або 256 драхм;
- 1 чверть = 25 фунтів;
- 1 квінтал = 100 фунтів;
- 1 тонна = 2000 фунтів.

### Британський різновид евердьюпойс
Після приходу системи евердьюпойс до Британії та Ірландії в ній з'явилася нова одиниця — стоун, що дорівнює 14 фунтам. Для полегшення перетворення чвертей, хандредвейтів (англійська назва квінталу) і тонн в стоуни їх значення були, відповідно, прирівняні до 28, 112 і 2240 фунтів. Таким чином, британська версія системи евердьюпойс набула такого вигляду:
| Одиниця     | Величина в фунтах | Метричний значення |
| ----------- | ----------------- | ------------------ |
| драхма      | 1 / 256           | ~ 1,772 грама      |
| унція       | 1 / 16            | ~ 28,35 грама      |
| фунт        | 1                 | ~ 453,6 грама      |
| стоун       | 14                | ~ 6,35 кг          |
| чверть      | 28                | ~ 12,7 кг          |
| хандредвейт | 112               | ~ 50,8 кг          |
| тонна       | 2240              | ~ 1016 кг          |

## Американський різновид евердьюпойс
У британських колоніях в Північній Америці спочатку використовувалася оригінальна французька система евердьюпойс, в якій відсутній стоун, чверть дорівнює 25 фунтам (близько 11,34 кг), хандредвейт містить 100 фунтів (приблизно 45,36 кг), а тонна — 2000 фунтів (близько 907 , 2 кг). Американські різновиди чверті, хандредвейта і тонни іноді називають «короткими», щоб відрізняти їх від «довгих» британських аналогів.